# Anna Vírubova
Anna Vírubova   (Oranienbaum, 16 de juliol de 1884 - Hèlsinki, 20 de juliol de 1964), nom complet amb patronímic Anna Aleksàndrovna Vírubova, rus: Анна Александровна Вырубова, nascuda Tanéieva, rus: Танеева, fou una dama d'honor, la millor amiga i confident de la tsarina Alexandra.
Era filla del compositor Aleksandr Tanéiev, neta del general Il·larion Tolstoi i reneta del famós general Mikhaïl Kutúzov, vencedor de Napoleó I en la batalla de Moscou. Educada en la Cort Imperial des de la seva primera joventut, des del 1905 fou dama d'honor de la tsarina Alexandra, sent l'última confident de totes les desgràcies i desencerts de la família imperial russa. Fou molt aliada del tristament cèlebre Rasputin i contribuí en gran manera en fer créixer la influència que aquest gaudí en la cort tsarista.
El 1917 fou presa i processada per la seva adhesió a la família imperial. Declarada innocent, fou, això no obstant, desterrada del territori rus, el 1920. Va deixar escrites unes Memòries molt interessants, traduïdes al francès i publicades a París, per Payot, el 1928. Hi ha en aquests relats de gran valor històric, revelacions molt greus i apreciacions a vegades tràgiques i a voltes trivials en demesia. La innocència de la protagonista sembla estar comprovada, a més, per diversos historiadors i monografistes contemporanis.